# 2013 aux Samoa
Cet article présente les faits marquants de l'année 2013 aux Samoa.

## Évènements
- 1er février : Le débordement du fleuve Vaisigano provoque des inondations à Apia, la capitale[1].

- 24 juin : Le Parlement adopte à l'unanimité un amendement constitutionnel réservant cinq sièges du Parlement aux femmes, à compter des prochaines élections[2].

- 5 novembre : Décès de Peter Fatialofa (né le 26 avril 1959), ancien capitaine de l'équipe nationale de rugby à XV[3].